# إعسوتن (بني مرغنين)
إعسوتن هو دُوَّار يقع بجماعة بني مرغنين، إقليم الدريوش، جهة الشرق في المملكة المغربية. ينتمي الدوّار لمشيخة بني مرغنين التي تضم 12 دوار. يقدر عدد سكانه بـ 436 نسمة حسب الإحصاء الرسمي للسكان والسكنى لسنة 2004.

## روابط خارجية
- البوابة الوطنية للجماعات الترابية
- المندوبية السامية للتخطيط